# Championnat du Laos de football 2022
Navigation
Saison précédente Saison suivante
La saison 2022 du Championnat du Laos de football est la trente-deuxième édition du championnat de première division au Laos. Cette édition regroupe sept clubs au sein d'une poule unique, où ils s'affrontent à trois reprises. 
Après la dernière saison arrêtée à cause de la pandémie de Covid-19, le championnat reprend avec trois nouveaux clubs, portant le nombre de participants à sept équipes.
Le champion sortant FC Chanthabouly ne participe pas au championnat, le club étant en conflit avec la fédération.

## Les clubs participants
- IDESA Champasak United FC
- Luang Prabang FC - nouveau club
- Master 7 FC
- Young Elephants FC
- Viengchanh FC
- Ezra FC
- Lao Army FC

## Compétition

### Classement
Le classement est établi sur le barème de points classique (victoire à 3 points, match nul à 1, défaite à 0). Pour départager les égalités, on tient d'abord compte des confrontations directes, de la différence de buts générale, puis du nombre de buts marqués.
| Rang | Équipe                      | Pts | J  | G  | N | P  | Bp | Bc | Diff |
| ---- | --------------------------- | --- | -- | -- | - | -- | -- | -- | ---- |
| 1    | Young Elephants FC          | 44  | 18 | 13 | 5 | 0  | 44 | 12 | +32  |
| 2    | Master 7 FC P               | 33  | 18 | 9  | 6 | 3  | 37 | 23 | +14  |
| 3    | Ezra FC                     | 29  | 18 | 8  | 5 | 5  | 29 | 25 | +4   |
| 4    | Lao Army FC                 | 19  | 18 | 5  | 4 | 9  | 19 | 25 | -6   |
| 5    | Luang Prabang FC P          | 19  | 18 | 5  | 4 | 9  | 27 | 31 | -4   |
| 6    | Viengchanh FC               | 15  | 18 | 3  | 6 | 9  | 20 | 47 | -27  |
| 7    | IDESA Champasak United FC P | 13  | 18 | 3  | 4 | 11 | 23 | 36 | -13  |

|  | Qualification pour le tour préliminaire de la Coupe de l'AFC 2023-2024 |
|  | C : Vainqueur de la Coupe du Laos P : Club promu de First Division     |

## Bilan de la saison
| Championnat du Laos de football 2022 |                                |
| Champion                             | Young Elephants FC (1er titre) |
| Qualifications continentales         |                                |
| Coupe de l'AFC 2023-2024             | Young Elephants FC             |
| Promotions et relégations            |                                |
| Promus en Premier League             | Namtha United                  |
| Relégués en First Division           | aucun                          |